# 刑部員外郎
刑部员外郎，刑部的属官。
- 隋唐五代刑部第一司刑部司的副长官。隋朝开皇六年（586年），設刑部員外郎一人。大业三年（607年），废除，设憲部承务郎负责他的职务。唐朝武德三年（620年）改为刑部员外郎。设二人，从六品上。龙朔二年（662年）改为司刑大夫。咸亨元年（670年），恢复刑部郎中的旧名。光宅元年（684年）改为秋官郎中。神龙元年（705年），恢复刑部郎中的旧名。天宝十一载（752年）改为司憲郎中。至德二载（757年），恢复刑部郎中的旧名。五代十国沿置。
- 宋辽金元明刑部的佐贰官。辽朝的南面官。北宋刑部员外郎为六品寄禄官，不管理刑部的事情。元丰改制後，不设刑部司，刑部员外郎为刑部的佐贰官，掌管详覆、叙雪。正七品，分左右厅治事，各一人。辽朝南面官有刑部郎中。金朝不分司，设刑部员外郎从六品，设二人。一个掌管律令格式、审定刑名、关津稽查、赦诏勘鞫、追征给没，一个掌管监户、官户、配隶、诉良贱、城门开关、官吏改正、功赏捕亡。元朝沿置。明朝初年延续金元的制度。洪武六年（1373年）改为刑部属司的副长官，刑部属司按布政使司分设。清朝顺治元年（1644年），改刑部副理事官为刑部郎中，后来改为刑部属司的副长官。
- 刑部各司员外郎的统称。隋唐五代刑部刑部司、都官司、比部司、司门司四司的员外郎，明清刑部十三清吏司的员外郎。